# Бъди като течащата река
Бъди като течащата река: Истории (на португалски: Ser como o rio que flui. Relatos) е книга с истории на Паулу Коелю, издадена през 2006.
Бъди като течащата река е събрание от размишления на бразилския автор Паулу Коелю. В тази забележителна колекция от мисли и истории, той предлага лични размисли по широк кръг теми, от стрелба с лък и музика до елегантност, пътуване и природата на доброто и злото. Стара жена обяснява на нейния внук как един обикновен молив може да му покаже пътя към щастието! Инструкции как се катери планина разкриват тайната как да направим мечтите си реалност. Паулу Коелю е пленителен разказвач, вдъхновяващ хора по целия свят да видят отвъд обикновеното към забележителното. Бъди като течащата река е събрание от приказки, мнения и идеи извлечени от статии публикувани в различни вестници. 

## За книгата
През всичките тези години, авторът списвал колони и статии във вестници и списания по целия свят. Бъди като течащата река е подборка на текстове на Коелю, направена от самия автор. Извлечена от различни времеви периоди и издания, тази колекция разисква човешкото ежедневие със спокойствието, с което бихме гледали на течаща река. Тя е подборка на истории, мисли и впечатления, отразяваща широката творческа способност на този международно признат бразилски автор на бестселъри.
Простите думи на Коелю и неговата изтънчена философия включват от размисли върху самотата, изкуството на любовта или начинът да станеш добър стрелец с лък, до притчи за житейския път на човека и борбите, които води по него. Неговата мисия е да наблюдава човешките същества; какви са и как са, вместо това какви искат да бъдат или се преструват че са. Историите на Коелю са извън времето: мисли за книги и библиотеки и принадлежността към технологична епоха стоят до осъзнаването на ценността на обикновен молив. Привлекателна за широка публика, това е вдъхновяваща книга от един от най-великите световни автори.

## Издания
Бъди като течащата река е издадена на 20 езика (каталунски, чешки, нидерландски, английски, френски, немски, гръцки, унгарски, индонезийски, италиански, корейски, латвийски, малайски, марати, персийски, полски, португалски, руски, словашки и испански). Тя е публикувана на хартия на всички тези езици. Единственото изключение е в САЩ и Канада, където книгата е публикувана само като електронна, през 2013 г.

## Продажби и прием
Книгата е получила признанието на критиците и е продадена в над 3.5 милиона копия. Тя е привлякла вниманието на широка аудитория и е постигнала голям успех в социалните медии. В социалния читателски уебсайт Goodreads, изданието има рейтинг 4 от 5 и има над 3000 рецензии. Читателите на сайта я определят като „удивителна, забавна и вдъхновяваща“.